# María Belén Carvajal
Pour les articles homonymes, voir Carvajal.
María Belén Carvajal Peña, née le 13 septembre 1983 à San Felipe, est une arbitre chilienne de football.

## Biographie

### Premières années
María Belén Carvajal naît le 13 septembre 1983 à San Felipe,. Elle grandit entourée d'hommes, en particulier ses deux frères Pedro et Eugenio, avec qui elle joue au football en étant la seule fille.

### Études
Elle étudie dans un collège de sœurs dans sa commune natale, puis poursuit des études supérieures en éducation physique ainsi qu'en kinésithérapie à l'université catholique de Valparaíso.

### Footballeuse
Pendant ses études, elle fait partie du club Ferro avec lequel elle bat le club Universidad de Chile en finale du championnat national. Elle est ensuite sélectionnée au sein de l'équipe nationale, avec laquelle elle participe au championnat Sudamericano femenino (qui deviendra ensuite la Copa América féminine) de 2006 en Argentine.

### Carrière d'arbitre
En 2010 elle est diplômée comme arbitre de l'Institut National du Football (es),.
Elle officie lors du Sudamericano Femenino des moins de 17 ans 2012, des Sudamericanos Femeninos des moins de 20 ans 2010, 2012 et 2014, de la Copa América féminine 2014 et de la Copa América féminine 2022.
En 2018, elle est la première femme à arbitrer un match de football masculin de deuxième division chilienne,.
Elle fait partie des arbitres officiant lors de la Coupe du monde féminine de football 2019 organisée en France, une première dans l'histoire de l'arbitrage féminin chilien.
En 2020, elle est la première femme à arbitrer un match de football masculin de première division chilienne.
En 2022, elle indique être professeure d'éducation physique de l'Université de Santiago en parallèle de son travail d'arbitre.
Elle est arbitre principale lors de la Coupe du monde féminine de football 2023.